# 黃玹
黃玹（1438年—？），字敬潤，湖廣武昌府蒲沂縣人，軍籍，明朝政治人物。進士出身。

## 生平
早年出身國子生，舉湖廣鄉試第四十四名。成化十一年（1475年）乙未科會試第二百七十二名，殿試登進士第三甲第十七名。

## 家族
曾祖父黃楫。祖父黃煜，曾任教諭。父亲黃城，曾任訓導。